# Chiesa di Santa Maria del Pianto (Venezia)
La chiesa di Santa Maria del Pianto, o dei Sette Dolori, e il relativo convento sono un complesso di edifici religiosi chiusi al culto della città di Venezia situato nel sestiere di Castello sulle Fondamente Nove, nella parte settentrionale della città.

## Storia
Queste costruzioni rappresentano un esempio, probabilmente unico, di committenza al femminile nella Venezia del Seicento. 

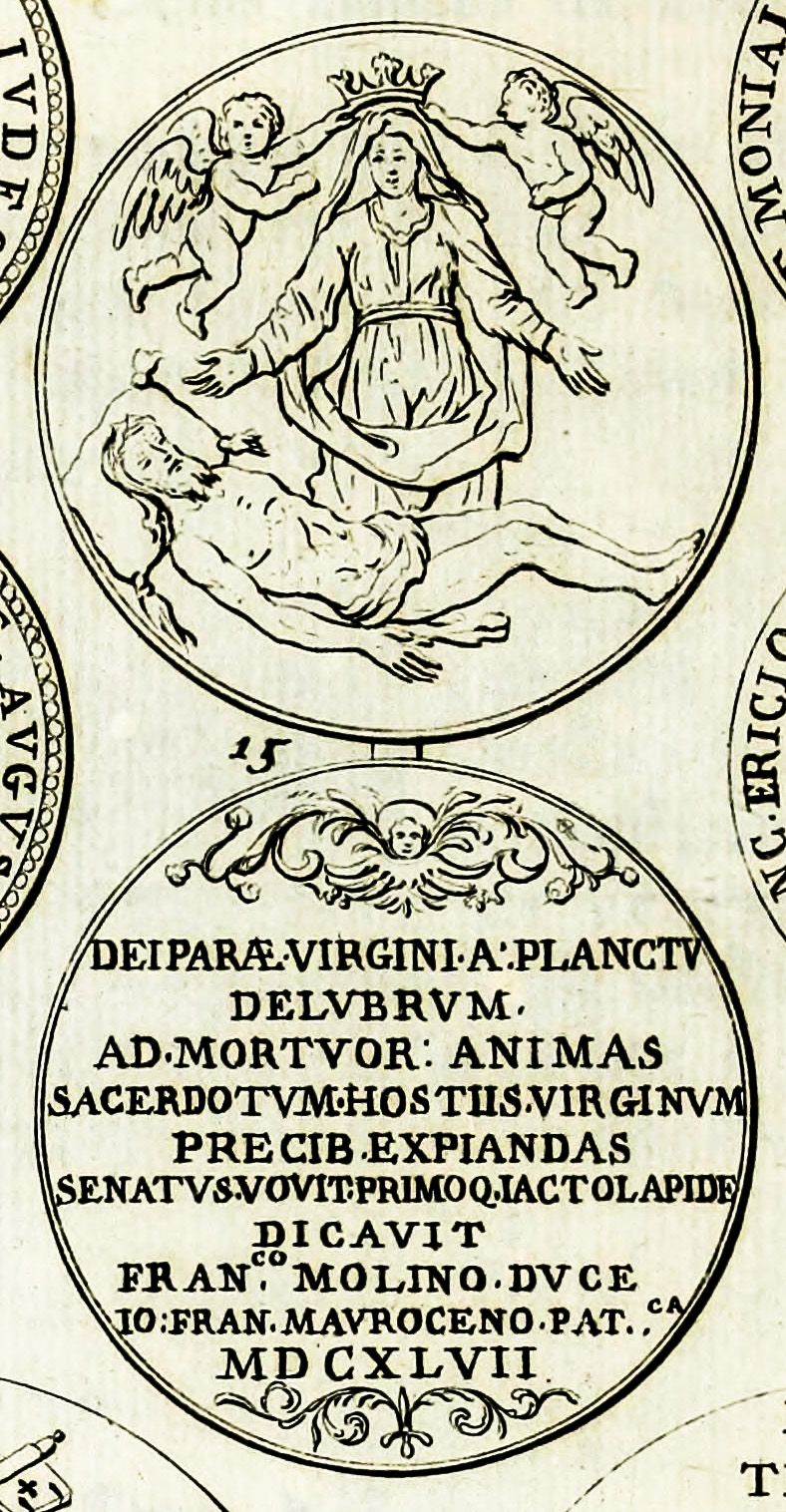
Riproduzione della medaglia celebrativa della fondazione della chiesa (da: Flaminio Corner, Notizie storiche delle chiese e monasteri di Venezia, e di Torcello …, 1758)

Flaminio Corner narra che, nel 1630, durante l'imperversare della pestilenza, madre Maria Benedetta De Rossi, badessa delle Serve di Maria nel convento di Santa Maria delle Grazie a Burano, sognò che fosse necessaria l'istituzione di un piccolo convento con la sua chiesa nella città di Venezia. In questo cenobio si sarebbe dovuto riunire un gruppo di monache perennemente in preghiera per «placar lo sdegno di Dio» e perorare la fine del flagello. Confidò il sogno al suo confessore e, confortata da questi, si rivolse ai procuratori del convento, ma alla fine non se ne fece nulla. Quasi vent'anni dopo nell'imperversare della guerra di Candia ebbe il medesimo sogno. Questa volta, il 23 maggio 1646, scrisse alla massima autorità che, nell'incertezza delle sorti del conflitto, accolse l'idea di creare un tempio votivo per «liberar la Repubblica dalla cruda, e ingiusta guerra mossali da' Turchi» a spese dello stato. 
Nella lettera al doge Francesco Molin proponeva di «construir un piccolo monasterio overo romitorio appresso Santa Maria della Salute overo altrove». Il provveditore sopra i monasteri Girolamo Foscarini riferiva che la richiesta riguardava un monastero «umile e basso non di alta e rilevata architettura» cioè di un «luogo sacro e moderato e senza apparenza». Dalla Salute la badessa spostò la sua attenzione su un sito a Cannaregio ma, considerando che la vicinanza di un teatro potesse disturbare la devozione, alla fine accettò l'effettiva collocazione al termine delle Fondamenta Nove a Castello.
Fu incaricato del progetto Francesco Contin, proto dei provveditori sopra i monasteri: A causa dell'impostazione simile a quella della Salute il progetto è stato attribuito al Longhena, soprattutto nella seconda metà dell'Ottocento e l'inizio del Novecento, nonostante già prima il Temanza lo attribuisse chiaramente a questo Contin e nonostante Martinioni avesse mancato di nominare l'illustre contemporaneo nella sua primissima descrizione di questa chiesa.
A ulteriore conferma dell'assegnazione a Contin vanno le reprimende del senato del gennaio 1649, inviate allo stesso architetto per aver gettato fondazioni troppo ampie rispetto al modello approvato, cosa che avrebbe inevitabilmente fatto lievitare il costo dell'opera e protratto i tempi di esecuzione. Contin obtorto collo dovette accettare le indicazioni ufficiali ridimensionando la costruzione. Di fatto il senato intendeva riportare l'aspetto e la funzione del tempio a una«pietas di stato di esclusiva valenza politica» e solamente espiativa, contrapposta alle giubilanti valenze popolari rappresentate nella Salute e prima ancora nel Redentore.

La prima pietra era stata già posata dal patriarca Gianfrancesco Morosini il 13 novembre 1647 alla presenza del doge e diversi rappresentanti del senato. La combattiva madre Maria Benedetta, deceduta nel gennaio di quello stesso anno, non poté assistere alla realizzazione della sua visione. Come badessa e fondatrice le succedette suor Maria Innocenza Contarini.

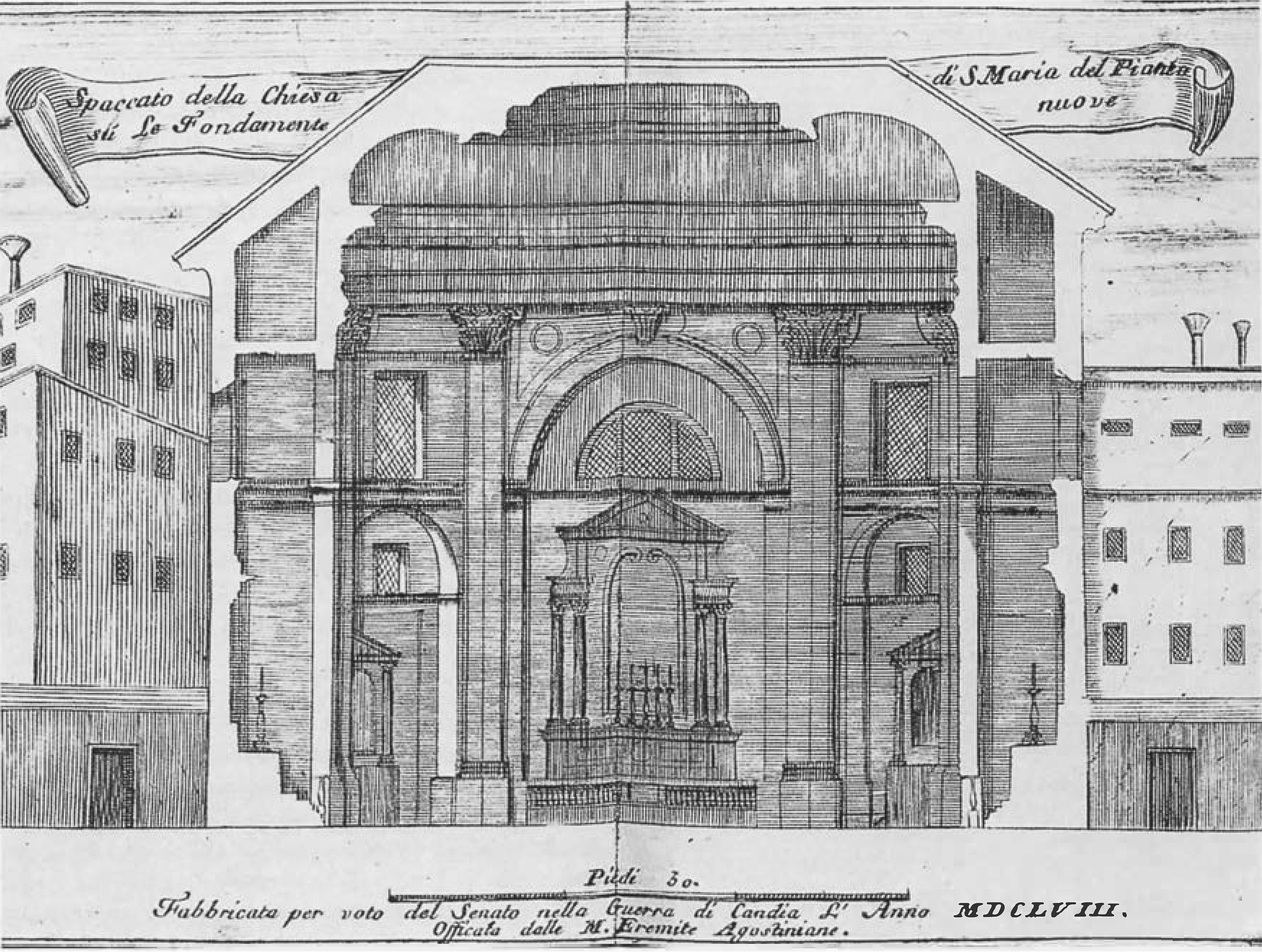
Vincenzo Maria Coronelli, Spaccato della Chiesa di Santa Maria del Pianto, 1700 circa, incisione, Venezia, Biblioteca Marciana

I lavori di costruzione terminarono nell'aprile del 1658 quando «furono levate dal Monastero di Burano tre donne dell'islesso ordine, e condotte in un Burchiello dalli Vicarij Patriarchaie, e Torcellano, dalli Signori sopra li Monasterij, accompagnate dalle prime Gentildonne della Città». Qualche mese prima, il papa Alessandro VII con la bolla del 21 novembre 1657 aveva autorizzato l'istituzione del convento. 
Venezia perse l'isola di Candia nel 1669. La consacrazione fu officiata il 7 maggio 1687 del patriarca Alvise Sagredo, lo stesso anno della Basilica della Salute e della conquista veneziana della Morea.
A seguito dell'estensione delle soppressioni napoleoniche agli ex territori della Repubblica nel 1810 il convento venne chiuso e la chiesa spogliata di tutti gli arredi sacri. 
L'abate Antonio de Martiis acquistò il complesso nel 1814 per destinare l'ex convento ad uso scolastico; mise anche una parte degli edifici a reddito affittandoli come abitazioni, la chiesa invece fu divisa in due piani con la parte superiore adattata a teatrino e quella inferiore a fabbrica di pentole. Nel 1841 il complesso fu riscattato dall'abate Daniele Canal per riportarlo alla funzione religiosa e dopo il ripristino la chiesa fu riaperta nel 1851.
Il complesso conventuale rimase attivo fino al 1970 quando dopo il ritiro delle ultime suore venne ceduto. Gli edifici ora sono di proprietà dell'azienda Ulss 12 e mentre l'ex convento è utilizzato per attività ambulatoriali la chiesa è in stato di abbandono.
Nel 2001 il Comune di Venezia indicò la chiesa come luogo per la celebrazione di funerali laici; nel 2005, dopo l'approvazione di un progetto e del relativo finanziamento da parte della Giunta, la Curia osservò che la chiesa era ancora consacrata e non aveva intenzione di sconsacrarla per destinarla a tali funzioni.
La struttura, in mancanza di regolare manutenzione, si trova in un precario stato di conservazione.

## Descrizione
L'esterno della chiesa, cinto da un alto muro, è appena visibile solo passando sulla via acquea. Se si ha la rara occasione di introdursi nel chiuso del giardinetto che circondala la chiesetta, è possibile apprezzare la sobrietà della claustrale facciata. Questa, costituita dal solo portale timpanato sopra cinque gradini, forata da una grande finestra termale (oggi murata), limitata dalle ante di composte lesene corinzie e coronata da un frontone centinato, ci rivela un'austerità che nasce dagli studi cinquecenteschi del Serlio e, ignorando l'ornamentazione barocca, ci proietta in una visione quasi neoclassica. Senz'altro l'impostazione centrale e la pianta ottagonale l'accomunano alla ben più celebrata, e celebrativa, basilica della Salute, ma qui è percepibile la scelta di creare un sacello dedicato al ritiro in preghiera lontano da altre distrazioni.
Sul fianco posteriore si alza un campaniletto a vela di incerta datazione,

### Interno

Luca Giordano, Deposizione, 1664 circa, olio su tela, 448 x 244,5 cm, Venezia, Gallerie dell'Accademia

#### Sistemazione originaria
L'interno della chiesa doveva avere un aspetto raffinato sia nei preziosi materiali sia per le opere d'arte, una rassegna dei migliori pittori attivi in quello scorcio di secolo a Venezia.
Sui lati dell'ottagono erano sistemate le sette cappelle, al pari di quella maggiore un più grande spazio in altezza e larghezza era riservato alle due posizionate sull'asse ortogonale della chiesa. Le altre quattro erano aperte da un'arcata poco più bassa delle imposte di quelle maggiori e sormontate da una finestra rettangolare.
Le prime notizie sulla chiesa vennero pubblicate dal Martinioni nel 1663 e ci danno un'idea di come stessero procedendo i lavori della chiesa: «Si vano ergendo gl'Altari di fini Marmi, con rimessì di Affricani, verdoni, e rossi di Francia, paragoni, & altre pietre». Poté descrivere descrive il solo altare finito, quello della famiglia Zon, con la pala dei Santi Francesco di Paola e Antonio di Padova col Bambino dipinta da Francesco Ruschi.

L'anno successivo, secondo Boschini, i lavori risultavano finiti e nella chiesa erano presenti sette altari con le loro pale. A sinistra, sul primo altare, c'era una Madonna col Bambino e i santi Domenico e Francesco di Sebastiano Mazzoni (l'opera risultava già sostituita nel 1733 con una del medesimo soggetto di Andrea Celesti); nel secondo altare, nella più grande cappella, era l'altare dedicato al fondatore dell'ordine servita con la pala della Madonna col Bambino e il beato Filppo Benizi di Pietro Ricchi; seguiva sul terzo altare la pala del Ruschi, già nominata. Nelle cappelle minori, sul lato destro, c'era una Annunciata di Pietro Liberi e una Madonna col Bambino e i santi Pietro, Andrea, Giacomo e Bartolomeo di Pietro Della Vecchia.

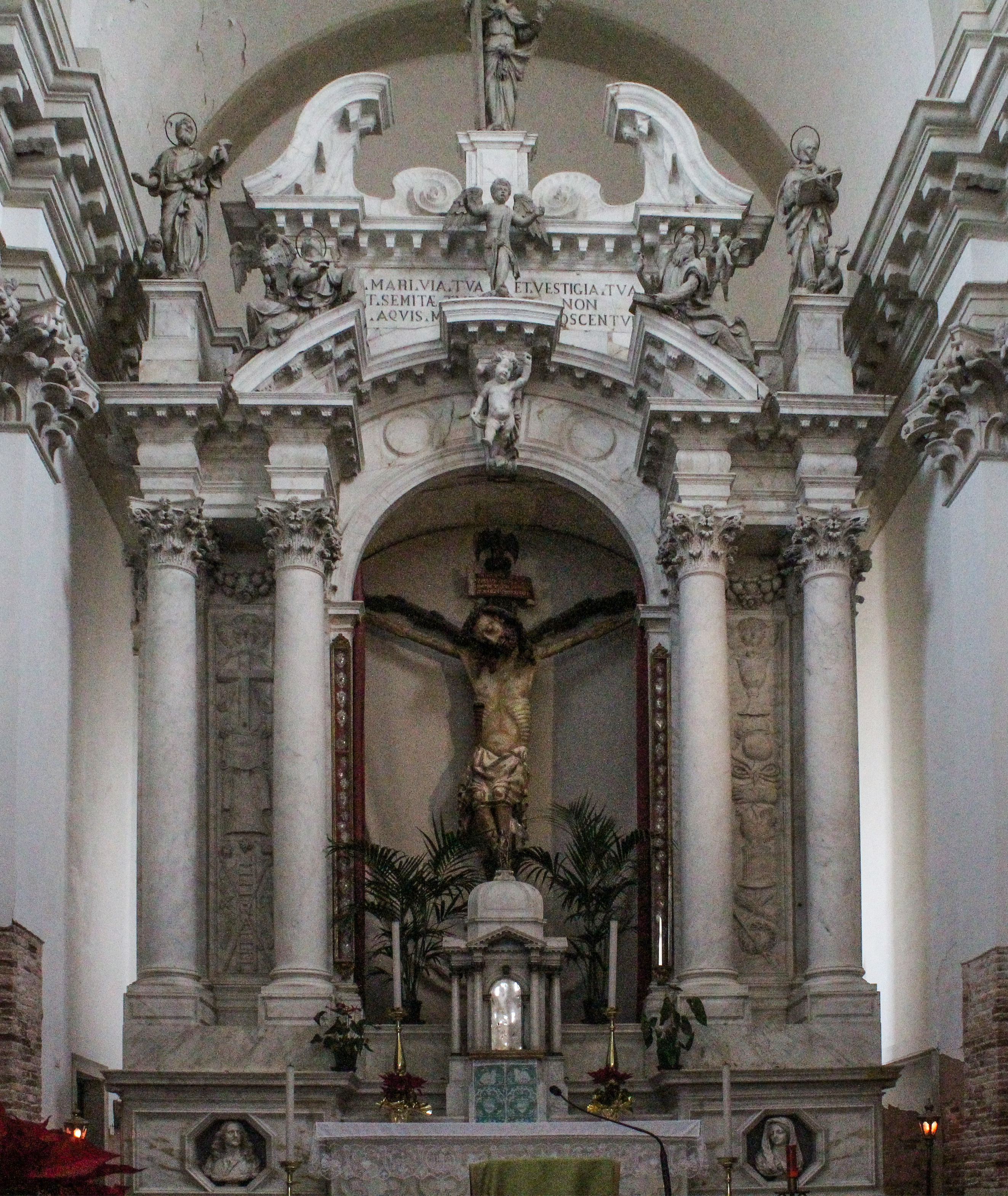
L'altar maggiore già della chiesa di Santa Maria del Pianto venduto nel 1812 alla chiesa di San Domenico di Chioggia e qui ricostruito con qualche modifica

Né Boschini né Zanetti erano interessati a ciò che non fosse pittura per cui cosa ci fosse nella più grande cappella a destra lo conosciamo grazie al Martinelli, che riferisce di un grande crocifisso ligneo montato su un fondale di pietra. Un'iscrizione in basso indicava come donatori i Van Axel e attribuiva improbabilmente la scultura a Albrecht Dürer ma pare più credibile che si trattasse di un'opera di Andrea Brustolon.
Sull'altare maggiore, di bianco marmo di Carrara, era la grande pala della deposizione di Luca Giordano. Zanetti nel 1733 ricorda che la tela del Giordano era «riputata da professori alquanto barbara», giudizio che aggiorna nel 1771 citandola invece come «celebrata opera» assieme a tutti gli altri dipinti del napoletano presenti in Venezia che restavano «testimonii della stima che il Pubblico fece dell'opera di questo egregio Pittore». In effetti quest'unica opera originaria rimastaci è piuttosto interessante con le sue figure distribuite verso i bordi: i tre nerboruti volontari che calano il pallido corpo esanime verso Maddalena, che ne bacia un piede, nell'angolo opposto in basso, Maria dolente spalleggiata da Giovanni intento ad asciugare le lacrime col mantello e, in alto, un affollamento di putti addolorati e oranti.
Sistemate nella sagrestia erano le sculture lignee dei quindici Misteri del Rosario del Brustolon.
Pressoché tutte le opere e gli arredi vennero asportati e dispersi dopo la soppressione; le uniche opere oggi visibili sono la Deposizione di Luca Giordano, trasferita nelle Gallerie dell'Accademia, la struttura marmorea dell'altar maggiore rimontata nel presbiterio della chiesa di San Domenico di Chioggia e le sculture dei Misteri del Brustolon, oggi nel museo diocesano di Chioggia.

#### Restauro del 1851
La chiesa venne riaperta nel 1851 dopo i restauri che videro l'installazione di tre altari provenienti dalla soppressa chiesa di Santa Maria Maggiore a Santa Croce e il rifacimento della pavimentazione con i materiali della demolita chiesa dei Santi Biagio e Cataldo alla Giudecca nonché il tamponamento delle cappelle minori. 
Furono anche immessi nuovi dipinti, fra cui un Sacro Cuore di Gesù di Lattanzio Querena e una Vergine adorata dai Santi Gerolamo Miani e Luigi Gonzaga di Eugenio Bosa, tutti asportati in occasione della definitiva chiusura. Rimangono invece gli affreschi ottocenteschi di Sebastiano Santi: Il Doge Molin e la Badessa Rossi offrono la chiesa alla Vergine sul soffitto centrale, gli Evangelisti sulle lunette delle cappellette murate e Gesù accoglie i fanciulli sulla lunetta del presbiterio.